# Siphonophora vittata
Siphonophora vittata är en mångfotingart som beskrevs av Pocock 1894. Siphonophora vittata ingår i släktet Siphonophora och familjen Siphonophoridae. Inga underarter finns listade i Catalogue of Life.